# Rhabdomastix angusticellula
Rhabdomastix angusticellula är en tvåvingeart som beskrevs av Alexander 1957. Rhabdomastix angusticellula ingår i släktet Rhabdomastix och familjen småharkrankar. Inga underarter finns listade i Catalogue of Life.